# Misura deltiforme
In teoria della misura, la misura deltiforme o misura di Dirac è una misura che assume solo i valori 1 o 0. Sia {\displaystyle X} un insieme (con una sigma algebra di suoi sottoinsiemi), {\displaystyle E\in X} un insieme misurabile e {\displaystyle x\in X}. La misura deltiforme è la misura {\displaystyle \delta _{x}} su {\displaystyle X} tale per cui la misura di {\displaystyle E} è 1 se {\displaystyle x\in E} e 0 altrimenti:
{\displaystyle \delta _{x}(E)=\left\{{\begin{matrix}0&x\not \in E\\1&x\in E\end{matrix}}\right.}
Fa la stessa cosa della funzione indicatrice.
La misura deltiforme di un insieme {\displaystyle E} può anche essere scritta:
{\displaystyle \delta _{x}(E)=\int _{E}\,d\delta _{x}}
Usando la misura di Lebesgue e la funzione generalizzata delta di Dirac {\displaystyle \delta } si può anche scrivere:
{\displaystyle \delta _{x}(E)=\int _{E}\delta (y-x)\,d\mu (y)}
In modo analogo l'integrale di una funzione {\displaystyle f} rispetto alla misura deltiforme può essere scritto:
{\displaystyle \int _{X}f(y)\,d\delta _{x}=\int _{X}f(y)\delta (y-x)\,d\mu (y)=f(x)}
Il supporto della misura deltiforme {\displaystyle \mu _{\delta }} è il singoletto {\displaystyle \{x_{0}\}}.